# Desmechinus rufus
Desmechinus rufus is een zee-egel uit de familie Trigonocidaridae.
De wetenschappelijke naam van de soort werd in 1894 gepubliceerd door Francis Jeffrey Bell.